# 久保田鼎

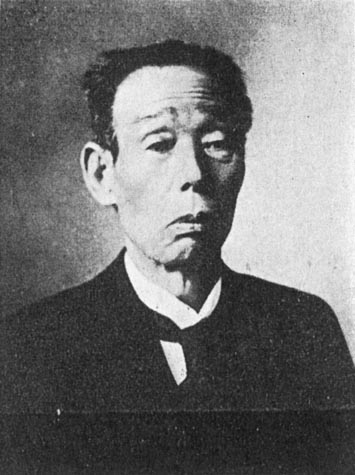
久保田鼎

久保田 鼎（くぼた かなえ、安政2年3月27日（1855年5月13日） - 1940年1月10日）は近代日本の官僚。奈良および京都帝室博物館の館長、東京美術学校校長などを務めた。号は理道。

## 生涯
中津藩士久保田安兵衛の次男として江戸小石川で生まれ、理三郎と名付けられた。幼少期に両親を亡くした後、臼杵藩の江戸藩邸にいた叔父の白石照山に引き取られて漢書の句読などを受けている。明治維新の時期は収入の確保に苦労したが、1873年に東京府桜川学校で授業生の職を得て、さらに半年後には文部省の写字生となった。筆生や権少禄を経て1877年1月に九等属、同年12月に八等属へと昇進を重ねた。七等属に昇進した1880年には文部少輔の九鬼隆一の中国地方巡視に随行し、以後九鬼と接触する機会が増えた。1882年に九鬼の北陸地方巡視に随行した際に岡倉天心と近しくなり、12月には四等属に昇進している。この頃から美術行政にも携わるようになり、1883年には文部卿代理の松方正義が提出する京都府画学校に関する補助金申請の文面を作成した。
1884年7月に東京大学総理の加藤弘之の大阪視察に随行し、翌1885年には浜尾新の指示で同大学三等書記を兼任するようになった。この頃英語を独学で学び始めたという。1887年12月に東京職工学校の幹事となるなど美術方面から離れていたが、1889年に帝国博物館が設置されると11月に同館の主事となった。外部の用務で多忙な総長の九鬼に代わって実務の運営を任され、美術部長だった天心との親交が深まった。1890年には東京美術学校の幹事となり、今泉雄作とともに美術学校の運営を支えている。1892年からは宮内省の臨時全国宝物取調掛に任命されて各地で調査を行ない、1895年2月に帝国博物館工芸部長心得となった。同年8月から翌年1月にかけては博物館および美術に関する調査のためアメリカ合衆国に渡っている。
1896年3月に帝国博物館理事、5月には古社寺保存会の委員に任命され、また同月から東京美術学校で考案の授業を受け持つようになった。1897年にはパリ万博のために編纂される『帝国美術略史』の事務統括担当となっている。1898年に美術学校騒動が起きて天心が同校を去ると、校長心得になった高嶺秀夫の下で同年5月に幹事に復帰して事態の収拾に当たり、12月に教授兼任の校長心得となった。新設された西洋画科の黒田清輝らは工芸部門を廃してパリのエコール・デ・ボザールのような体制に改組する事を望んでおり、既存の学科との衝突を調整するのに苦慮したという。1899年に帝国博物館工芸部長兼任となり、1900年1月から1901年8月まで美術学校の正式な校長として在任した。
校長退職後は帝国博物館の主事を1907年まで務め、同年12月に奈良および京都帝室博物館の両館長に就任して奈良県に移り住んだ。翌年5月に正倉院宝庫掛、1914年5月に法隆寺壁画の保存法調査委員長をそれぞれ兼任した。同年に京都帝室博物館長に専任となり、1924年に再び奈良帝室博物館長となった。1931年に退官して奈良市水門町に隠居し、1935年に勅任官待遇となって1940年に逝去した。妻は先に亡くなり、実子がなかったため親戚の男女3人を養子としていたという。